# Svaly krku člověka
Svaly krku (lat. musculi colli) jsou svaly uložené v několika vrstvách před krční páteří. Tvoří skupiny různého původu, podle toho jsou i různě inervovány nervy.

## Dělení

### Sval kožní
Sval kožní, lat. platysma, je velmi tenký plochý sval v podkoží krku. Vznikl z materiálu mimického svalstva – z 2. embryonálního žaberního oblouku. Je inervován VII. hlavovým nervem, nervem lícním (n. facialis)

### Zdvihač hlavy

Zdvihač hlavy, lat. m. sternocleidomastoideus, leží na stranách krku. Tento mohutný sval je složen ze dvou hlav, které jsou odlišného původu, a proto má i dvojí inervaci. Jeho materiál je společný se svalem trapézovým, tato část je inervována XI. hlavovým nervem, nervem přídatným (n. accessorius), a částečně vzniká z krčních somitů, tato část je řízena nervy krční míchy.

### Svaly nadjazylkové
Nadjazylkové svaly, lat. mm. suprahyoidei, tvoří kraniální svaly jazylky. Jsou uloženy mezi jazylkou a dolní čelistí. Tvoří dno dutiny ústní a fixují jazylku.
Původ mají trojí:
- první žaberní oblouk (tzv. mandibulární): m. mylohyoideus, podčelistní bříško dvojbříškatého svalu (m. digastricus); inervace z 3. větve V. hlavového nervu, nervu trojklaného (n. trigeminus)
- druhý žaberní oblouk (tzv. hyoidní): m. stylohyoideus, krajní bříško sval dvojbříškatý (m. digastricus); inervace ze VII. hlavového nervu, nervu lícního (n. facialis)
- hypobranchiální materiál: m. geniohyoideus; inervace z krčních nervů cestou spojky XII. hlavového nervu, nervu podjazykového (n. hyppoglossus)

### Svaly podjazylkové
Podjazylkové svaly, lat. mm. infrahyoidei, jsou uloženy vpředu mezi zadní plochou kostí hrudní, štítnou chrupavkou (hlubší svaly) a jazylkou. Jsou inervovány z krčních míšních nervů (C1–C3) cestou spojky XII. hlavového nervu, nervu podjazykového (n. hyppoglossus). Patří mezi ně m. sternohyoideus, m. sternothyroideus, m. thyrohyoideus, m. omohyoideus. Jejich funkce spočívá ve fixaci jazylky a táhnou ji kaudálně – směrem dolů. Při otáčení krku napínají list krční fascie a udržují tak odpovídající tvar krku a polohu jeho útvarů.

### Svaly šikmé
Svaly šikmé, též kloněné, lat. mm. scaleni, jsou svaly rozepjaté od krční páteře šikmo laterokaudálně k prvním dvěma žebrům. K prvnímu žebru se upínají m. scalenus anterior a m. scalenus medius, ke druhému žebru se připojuje m. scalenus posterior. Jsou inervovány z ventrálních větví krčních míšních nervů (C2–C8). Jejich funkcí je uklánět páteř na stranu stahu a otáčet ji na stranu opačnou. Pokud se svaly zapojí párově, předklánějí krční páteř. Dále se účastní dýchání jako pomocné svaly vdechové, zejména při klidném dýchání.

### Hluboké svaly krční
Hluboké svaly krční, lat. mm. prevertebrae, se nachází vpředu na páteři a mezi příčnými výběžky obratlů. Patří sem m. longus capitis a m. longus colli. Funkcí je uklánět a natáčet krční páteř a tím i hlavu. Tyto svaly jsou inervovány z ventrálních (předních) větví krčních míšních nervů (C1–C8).

### Ostatní
Dále sem patří drobné snopečky svalů mezi příčnými výběžky krčních obratlů – mm. intertransversari anteriores cervicis – a dva malé svaly vpředu mezi nosičem (atlas) a lebkou – m. rectus capitis anterior a m. rectus capitis lateralis. Ty jsou inervovány z ventrálních větví krčních míšních nervů. Mají funkci uklánět hlavu a vykonávají drobné balanční pohyby.